# 尼泊尔共产党 (曼莫汉)
尼泊尔共产党 (曼莫汉)，正式名称是尼泊尔共产党（尼泊尔语：नेपाल कम्युनिष्ट पार्टी），是尼泊尔的一个已不存在的共产主义政党，领导人是曼莫汉·阿迪卡里。

## 历史
曼·莫汉·阿迪卡里，尼泊尔共产党一位昔日的激进派领袖，曾经试图重新组建尼泊尔共产党。在1973年，他带领自己的追随者一直到1979年，他们组建了一个单独的政党，在1982年以前，该党取名为尼泊尔共产党（团结会议）。
在1986年，该党和尼泊尔共产党 (普斯巴·拉尔)合并为尼泊尔共产党（马克思主义） (1986年)。